# Cestoda
I Cestodi (Cestoda Rudolphi, 1808) sono una classe di animali appartenente al phylum dei Platelminti.

## Anatomia e fisiologia
Come tutti i Platelminti, i Cestodi sono acelomati ed aprocti. Sono dei vermi parassiti dalla forma allungata, piatta, a simmetria bilaterale. Sono triblastici, quindi si sviluppano da un embrione costituito da tre foglietti: endoderma, che andrà a formare la cavità intestinale; mesoderma, che formerà poi il mesenchima, ed ectoderma, materiale di partenza dell'epidermide.
Il sistema nervoso centrale consiste di un ganglio cefalico nello scolice mentre l'apparato digerente è del tutto assente. Nonostante ciò possiedono un sistema protonefridiale che permette l'osmoregolazione e l'escrezione di prodotti di rifiuto.
In generale sono costituiti da tre parti:
- Scolice, la parte anteriore.
- Collo, la zona tubulare.
- Strobilo, parte allungata costituita da una serie di segmenti, detti proglottidi. Le proglottidi si originano dal collo, perciò più una proglottide è lontana dal collo, più è matura.

Lo scolice possiede delle strutture di ancoraggio, dei rostri e delle ventose, tramite cui si attacca all'epitelio intestinale dell'ospite.

## Riproduzione e sviluppo
I Cestodi sono generalmente ermafroditi sufficienti. La riproduzione dei cestodi avviene in ognuno dei segmenti del corpo, i quali contengono sia strutture riproduttive femminili, che maschili (detti cirri). I segmenti terminali pieni di uova, si staccano dal resto del corpo, per passare all'esterno per mezzo delle feci dell'ospite. Una volta all'esterno, cercano un ospite intermedio, in cui parassitare i muscoli o, più raramente, altri tessuti. Se un organismo si ciba dell'ospite intermedio, le larve troveranno un altro ospite (questa volta definitivo), di cui questa volta parassitano l'apparato digerente.
Nel caso (raro) in cui due Cestodi si incontrino, possono attuare anche la riproduzione sessuata, fecondandosi reciprocamente.

## Sistematica
I Cestodi si dividono in due sottoclassi.
- Sottoclasse Cestodaria (Cestodari)
  - Ordine Amphilinidea (Anfilinidei)
  - Ordine Dilepididea
  - Ordine Gyrocotylidea (Girocotilidei)
- Sottoclasse Eucestoda (Eucestodi)
  - Ordine Aporidea
  - Ordine Caryophyllidea
  - Ordine Cyclophyllidea (Ciclofillidei)
  - Ordine Diphyllidea (Difillidei)
  - Ordine Lecanicephalidea
  - Ordine Litobothridea
  - Ordine Nippotaeniidea
  - Ordine Proteocephalidea
  - Ordine Pseudophyllidea (Pseudofillidei)
  - Ordine Spathebothriidea
  - Ordine Tetraphyllidea (Tetrafillidei)
  - Ordine Trypanorhyncha (Tripanorinchi)

## Interesse medico e veterinario
I cestodi del genere Taenia (tenie) sono parassiti che possono infestare l'uomo e altri mammiferi provocando la teniasi se nella forma adulta e la cisticercosi se nella forma larvale.
Analogamente, alcune specie di Echinococchi si rendono responsabili dell'idatidosi cistica, alveolare, e policiclica nell'uomo.